# Susan R. Barry
Susan R. Barry (1954) es una neuróloga estadounidense, autora del libro Fixing My Gaze: A Scientist’s Journey into Seeing in Three Dimensions («Reparar la mirada: un viaje científico a la visión en tres dimensiones»). En este libro, que alcanzó el cuarto puesto entre los mejores del año 2009 en el apartado de Ciencia según Amazon, la autora describe el proceso neurológico y adaptativo gracias al cual pudo recuperar la visión binocular. 

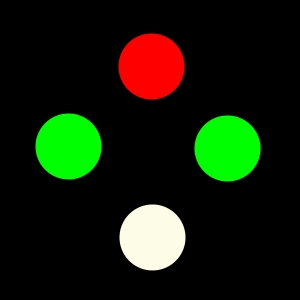
La prueba de Worth, utilizada para determinar si los dos ojos trabajan de forma coordinada.

## Datos biográficos
De padre artista y madre profesora de historia, Susan nació y creció en Connecticut. En 1981 se doctoró en biología en la Universidad de Princeton. Reside en South Hadley, Massachusetts.
Su infancia estuvo marcada por el estrabismo, que se manifestó cuando tenía tres meses de edad. Después de tres operaciones quirúrgicas, sus ojos recuperaron casi por completo la alineación correcta, aunque no la capacidad para apreciar el espacio entre objetos alejados entre sí. 
Cuando contaba 48 años de edad, y tras someterse a terapia visual supervisada por una optometrista, recuperó la visión estereoscópica.

## Actividad profesional
Imparte neurobiología en la Facultad de Ciencias Biológicas del Colegio Mount Holyoke, y está en contacto permanente con científicos, optometristas, oftalmólogos y educadores vinculados al tema de la plasticidad neuronal.
Además de sus libros y artículos académicos, mantiene su propio blog, Eyes on the Brain.
También se la conoce como Stereo Sue, a raíz de un artículo con ese título publicado por el neurólogo Oliver Sacks sobre el caso de Susan para el New Yorker en el 2006.